# Пшеничники (Ивано-Франковский район)
Пшени́чники (укр. Пшеничники) — село в Тысменицкой городской общине Ивано-Франковского района Ивано-Франковской области Украины.
Население по переписи 2001 года составляло 1230 человек. Занимает площадь 16,66 км². Почтовый индекс — 77407. Телефонный код — 03436.